# 天阴一
天阴一是中国古代星官系统中天阴（昴宿）的一颗恒星，依据清代星表的记载推算，位处于现代星座的金牛座，但没有找到对应天体。